# Drömmen om Maremma
Drömmen om Maremma är en svensk dokumentärfilm från 2013 i regi av Jannik Splidsboel.
Filmen skildrar bönder i Maremma i Italien som har ekonomiska bekymmer. För att undvika konkurs har några av dem sålt sina hem till stadsbor och några har hyrt ut sina områden till ett av världens största solpanelsföretag. Konflikt uppstår mellan de nya ägarna och solpanelsföretaget. Men vem bär egentligen skulden?
Drömmen om Maremma producerades av Stina Gardell och premiärvisades 1 mars 2013.

## Mottagande
Filmen har medelbetyget 3,2/5 på Kritiker.se, baserat på sju recensioner. Aftonbladet, Barometern, Borås Tidning, Dagens Nyheter och Metro gav 3/5 i betyg, Svenska Dagbladet 4/6.